# FC Nordkirchen
Der Fußball-Club Nordkirchen 1926 e.V. ist ein deutscher Sportverein aus Nordkirchen, der die Sportarten Fußball, Leichtathletik, Basketball und Tischtennis anbietet. Er wurde am 2. Juni 1966 ins Vereinsregister des Amtsgerichtes Lüdinghausen eingetragen. Das genaue Gründungsdatum ist unklar.

## Fußball
Die erste Herrenmannschaft spielt aktuell in der sechstklassigen Westfalenliga.

## Leichtathletik
Die Leichtathletikabteilung richtet jährlich zwei Straßenläufe aus. Der Schloss- und Dorflauf zieht regelmäßig mehr als 1000 Teilnehmer an. Des Weiteren wird der Nordkirchener Halbmarathon durch den FC Nordkirchen ausgerichtet. Daneben werden auch weitere Veranstaltungen innerhalb des Stadions durchgeführt.

## Stadion
Die Sportanlage am Schloss fasst 3000 Zuschauer. Sie verfügt über zwei Rasenplätze, von denen einer eine Leichtathletikanlage mit einer Hochsprung-, drei Weitsprung- (davon 1 × Dreisprung), vier Kugelstoß-, eine Speerwurf- und eine Stabhochsprunganlage besitzt. Außerdem sind vier Rundbahnen und sechs Sprintgeraden vorhanden.

## Persönlichkeiten
- André Alter
- Holger Blume
- Marc Blume
- Amos Pieper
- Benjamin Siegert